# Team (canção de Iggy Azalea)
"Team" é uma canção da rapper australiana Iggy Azalea. Foi lançada em 18 de março de 2016. A faixa foi enviada para as rádios mainstream no dia 22 de março e para as rádios rhythmic contemporary no dia 5 de abril. Azalea escreveu "Team" com Bebe Rexha, Lauren Christy e Ryan Anthony Avilez, enquanto que a produção ficou a cargo de Marlon "Chordz" Barrow, Alexander "Nezzo" Palmer, Michael "Omega" Fonseca, Stix e Fuego, que fazem parte do grupo de produção D.R.U.G.S.. A faixa contém amostras de "Back That Thang Up", escrita e interpretada por Juvenile, Lil Wayne e Mannie Fresh.
Azalea canta sobre autoconfiança na faixa, declarando: "Querido, eu tenho a mim / E é só disso que eu preciso / Única amiga de quem preciso", com a rapper tendo divulgado na sequência os problemas pessoais que havia enfrentado durante o processo de criação do álbum em uma entrevista. "Team" marcou o primeiro single solo de Azalea em três anos. O lançamento foi acompanhado pela estreia de um vídeo de dança no canal de Azalea na Vevo, com um elenco de bailarinos executando uma coreografia, sem a presença da rapper. O vídeo oficial foi lançado em 31 de março de 2016. "Team" estreou e atingiu a 42ª posição da Billboard Hot 100.

## Antecedentes e lançamento
Em outubro de 2015, Azalea anunciou que seu segundo álbum de estúdio seria intitulado Digital Distortion e que seria lançado no ano seguinte, com uma faixa promocional intitulada "Zillion" (que viria a ser lançada como Azillion) e a estreia do primeiro single do projeto antes de seu lançamento oficial. Em dezembro, durante um bate papo com fãs no Twitter, ela revelou que o primeiro single seria intitulado "Team", depois compartilhando um trecho da faixa e explicando: "Primeiro [single] é TEAM. Ou seja: Eu tenho meu próprio eixo, eu sou a minha própria equipe. 20% significativa, 70% batendo, 10% engrenada". No início de março de 2016, ela anunciou que a canção seria lançada em 18 de março e revelou a arte de capa do single, um retrato colorido distorcido de Azalea com um boné branco. Ela também compartilhou uma segunda prévia com a mesma cantando a seguinte linha: "Sim, isso é tudo o que eu preciso / Isso é tudo o que eu preciso / Baby, eu tenho a mim / Única amiga que eu preciso / Jogando no meu time é alguém como eu".
Durante uma entrevista no mesmo mês, ao comentar sobre seu próximo álbum de estúdio, ela afirmou que com essa faixa ela não tinha uma meta principal "para tentar chegar numa canção que era forte sem a necessidade de alguém para cantá-la". Em 14 de março, ela continuou divulgando a faixa no Twitter postando outra pré-visualização com a seguinte mensagem: "Kylie Jenner, sabemos que você é tecnicamente uma Jenner, mas você ainda será uma Kardashian em nossos corações", com a linha de sequência, "Veja esta nova moda, me chame de Kylie". Em 18 de março, um vídeo de dança para "Team" foi publicado no canal de Azalea na Vevo e a faixa foi disponibilizada para download digital no iTunes. Após o lançamento, ela ficou no topo da tabela em tempo real Billboard + Twitter Trending 140, tornando-se a "mais compartilhadas e discutida faixa na rede de mídia social durante cinco horas seguidas após o meio-dia".

## Composição e produção

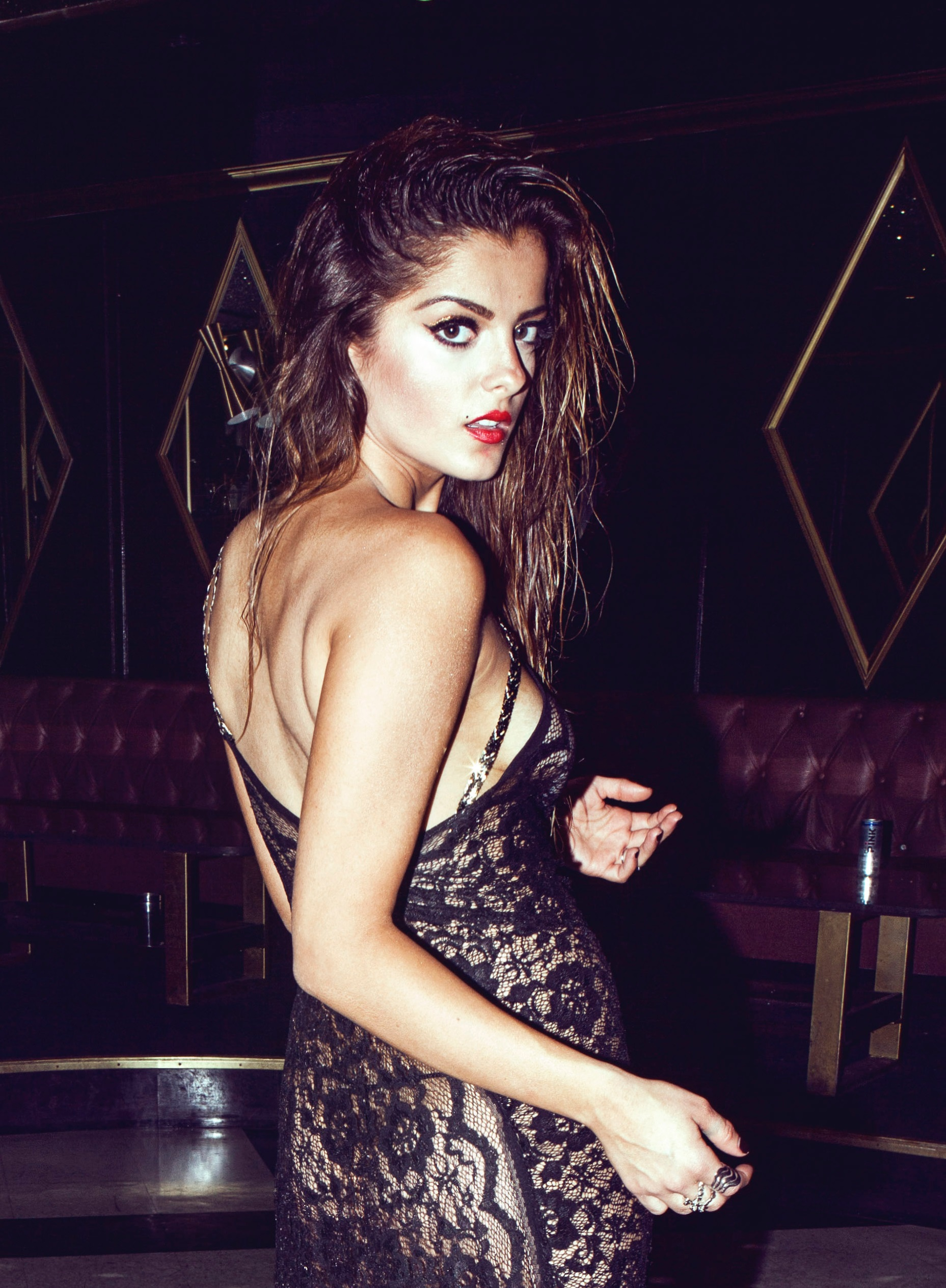
Bebe Rexha co-escreveu o refrão com Azalea e Lauren Christy

"Team" é uma canção electro hop. O refrão é cantado por Azalea; liricamente discute a independência da rapper e autoconfiança, cantada em forma de batidas "de comando" de acordo com a Rap-Up. Junto com o tema mulher independente, que também transmite um "aviso para não mexer com o" grupo de Azalea. Lewis Corner e Amy Davidson do Digital Spy ponderaram que a música pode ser "tanto solitária e inclusiva", como Azalea posicionando-se "tanto como um exército de uma mulher só e uma líder pronta para recrutar". Ela detalhou a respeito da importância da faixa, adicionando: "Olhando para a imagem maior, eu só acho que era importante para mim ter minha própria voz - a mostrar crescimento, para mostrar que eu posso levar a minha própria música". Ao promover o single, mais tarde ela revelou em entrevista as dificuldades que enfrentou em sua vida e carreira, enquanto trabalhava no projeto. A canção também simboliza o retorno de Azalea à música, alegando que ela redefiniu o seu foco e relacionou a sua mensagem para a sua vida: "Isso sempre foi uma crítica que recebia. 'Ela não fala sobre sua própria vida,' [...] é só o meu material e sabemos do que se trata. É sobre mim. É muito pessoal."
Azalea escreveu a canção com Lauren Christy e Bebe Rexha após se reunirem para trabalhar em "alguns últimos ganchos" no final de 2015. Ela foi produzida pelo grupo de produção D.R.U.G.S., originado em los Angeles, que trabalharam na mixtape de estreia de Azalea, Ignorant Art, depois que ela pediu-lhes para que fossem o produtor executivo de seu segundo álbum de estúdio, Digital Distortion, reacendendo os vínculos profissionais em 2015. Marlon "Chordz" Barrow e Alexander "Nezzo" Palmer, que haviam produzido juntos anteriormente a canção "Pu$$y" de Azalea, têm créditos principais de produção com Michael "Omega" Fonseca. A faixa tem produção adicional de Ryan Anthony Avilez e Louis Harden, enquanto Brandon "Stix" Salaam-Bailey, que já haviam trabalhado em seus projetos Ignorant Art e Glory, e uma parte do grupo, também contribuíram. "Team" contém interpolações durante a ponte a partir da composição "Back That Thang Up" (1999), escrita e apresentada por Juvenile, Lil Wayne e Mannie Fresh. Azalea esclareceu que inicialmente, o single não iria ter interpolação da faixa, mas soou semelhante, levando-a a fazer "um par de alterações a ele e ele só sentiu bom para mim abraçá-lo desde que eu senti que já tinha esse elemento que parecia que, em vez de tentar afastar-se dela ou tomar alguma coisa com ele. Mannie [Fresh] e todo mundo comemoramos e disse que amou o registro, por isso estou animada para ter um dos raps favoritos da infância em minha nova canção."

## Recepção da crítica
"Team" recebeu em sua maioria avaliações favoráveis dos críticos de música contemporânea. Carolyn Menyes do Music Times afirmou que a faixa "mostra um novo sentido de independência para [Azalea], tanto liricamente e pela liberação de um single onde ela é a única estrela, e o refrão é inegável." Escrevendo para o Fuse, Jason Lipshutz menciona que Azalea "declara, 'Baby eu tenho a mim / E isso é tudo que eu preciso', em um momento de rosnar independência; o sentimento teria tornado impossível para qualquer outra pessoa além de Azalea para lidar com o refrão da canção". Carl Williott do Idolator descreveu a canção afirmando que "é construída em um tom metálico, batida a laser pulsante e estalada que totalmente faz jus ao título do álbum, e até mesmo os haters de Iggy teriam que admitir esse ritmo", fazendo referência à interpolação de "Back That Thang Up", do rapper Juvenile. Robbie Daw da mesma publicação aplaudiu Azalea por "concentrando-se em sua própria atitude de cativante rap-pop", com Mike Wass adicionar que a faixa é "palpavelmente desafiante" e louvando a decisão de Azalea de se reunir com seus colaboradores de mixtape D.R.U.G.S. que reconhecem "a sua sensibilidade pop" com "batidas trap a laser afiadas". Gerrick D. Kennedy do Los Angeles Times pontuou que a faixa é "saltitante, batida electro e um refrão hino", continuando "o corte motivacional é um reflexo de luz que certamente vai colocar-lhe em rotação nas rádios pop."
Vanessa Jackson da revista Bustle comentou: "E se "Team" é uma boa indicação do que está por vir, Digital Distortion será repleto de batidas de dança e alguns sons bem colocados, naturalmente." Ian Monroe da V chamou de "hino", prevendo que ela "acrescenta um outro sucesso à sua discografia" ao mesmo tempo elogiando o "impressionante" vídeo de dança. Angus Walker da HotNewHipHop considerou a faixa "alguns dos materiais de sonoridade mais difícil de Iggy desde seus primeiros singles, enquanto ela oferece frases de efeito animadas em cima de uma batida glitchy, batidas de baixo-pesado". Matthew Donnelly do PopCrush afirmou que a música é "uma certa coisa imediata para o rádio, e apresenta som serrado ondulando e próprio empreendimento de Iggy no território do rap". Melissa Ruggieri do The Atlanta Journal-Constitution disse que Azalea "vai diretamente ao público de clubes com esta batida acentuadamente produzida". James Grebey da Spin comparou-a como "um passo para trás de seu último lançamento, "Azillion", que foi surpreendentemente divertida." Sasha Geffen do MTV.com publicou: "Ao contrário de "Team", de Lorde, a mais nova faixa de Iggy é tudo sobre olhar para si mesmo e ser seu próprio maior líder de torcida." Craig Jenkins da Noisey elogiou sua produção, distraindo a partir da entrega de Azalea, escrevendo: "Em um minuto "Team" é um híbrido EDM-rap uptempo, e no próximo, ela se transforma num salto em Nova Orleans, e de repente havia um colapso trap".

## Vídeo musical
Em março de 2016, Azalea confirmou que um vídeo musical para "Team" estava em produção, publicando uma atualização sobre as imagens, dizendo: "Eu terminei a edição de 'Team' na noite passada e estou me sentindo realmente bem sobre como as coisas aconteceram. As dançarinas no vídeo só me concederam a vida eterna. Mal posso esperar para vocês verem essas meninas". Um vídeo de dança foi lançado em 18 de março, com algumas letras da música e onze "dançarinos vestidos em denim, de variados passos de dança, enquanto correm em um espaço de sótão enorme," com Azalea revelando no Twitter que o vídeo oficial seria lançado na semana seguinte. Em 23 de março, Azalea revelou um prévia do vídeo no Good Morning America.
Em 31 de março de 2016, o vídeo oficial foi carregado no canal de Azalea na Vevo. Dirigido por Fabien Montique, as imagens iniciam com Azalea fazendo uma pausa a partir de uma multidão numa Ferrari, escapando do tumulto, realizando zerinhos e borrachões para fazer seu caminho até um aeroporto onde ela dirige-se pela segurança antes de encontrar-se com sua equipe, composta por dançarinos e simpatizantes, em um hangar privado. A partir daí, todo mundo faz uma aeronave em tinta spray, cobrindo-a com as tags de grafiti relacionados a seu próximo álbum "Digital Distortion". Azalea também destaque em um passo de dança. A polícia finalmente aparece e escolta Azalea ao jato onde ela se vê cara a cara com uma figura estranhamente familiar com um rosto digitalmente distorcido que ela tinha encontrado ao longo do clipe e agora é reconhecido por si mesma.
Azalea disse o clipe gira em torno de vários clones de si mesma e um tema central de "fugir de seu próprio eu, mas, em seguida, [sendo] salva por seu próprio eu", elaborando que "você sempre tem que mexer-se e depois ter uma realização e corrigi-lo sozinho também". Ela explicou o vídeo não foi lançado no início, juntamente com a faixa, como previsto, devido ao trabalho de pós-produção envolvendo o efeito de distorção no rosto das pessoas.

## Performances ao vivo
Azalea apresentou a canção ao vivo pela primeira vez no The Tonight Show Starring Jimmy Fallon em 22 de março de 2016. Posteriormente, outras duas performances foram realizadas, respectivamente, durante a edição de 2016 do iHeartRadio Music Awards em 3 de abril e no The Ellen DeGeneres Show em 8 de abril. Azalea também se apresentou no Late Night with Seth Meyers em 28 de abril  e no Good Morning America em 10 de junho de 2016.

## Faixas e formatos
- Download digital (versão limpa)[52]

1. "Team" – 3:29

- Download digital (versão explicita)[53]

1. "Team" – 3:29

## Desempenho nas tabelas musicais
| Tabela musical (2016)                             | Melhor posição |
| ------------------------------------------------- | -------------- |
| Austrália (ARIA)                                  | 40             |
| Bélgica (Ultratop Urban de Flandres)              | 27             |
| Bulgária (IFPI)                                   | 40             |
| Canadá (Canadian Hot 100)                         | 41             |
| Canadá (Billboard CHR/Top 40)                     | 40             |
| República Checa (Singles Digitál Top 100)         | 60             |
| França (SNEP)                                     | 89             |
| Alemanha (Deutsche Black Charts)                  | 9              |
| Indonésia (Creative Disc Top 50)                  | 9              |
| Nova Zelândia (Recorded Music NZ Heatseekers)     | 6              |
| Portugal (AFP)                                    | 87             |
| Roménia (Romanian Airplay 100)                    | 85             |
| Escócia (Scottish Singles Chart)                  | 43             |
| Eslováquia (Singles Digitál Top 100)              | 51             |
| Reino Unido (UK Singles Chart)                    | 62             |
| Reino Unido (OCC UK R&B)                          | 12             |
| Estados Unidos (Billboard Hot 100)                | 42             |
| Estados Unidos (Billboard Dance/Mix Show Airplay) | 34             |
| Estados Unidos (Billboard Hot Rap Songs)          | 8              |
| Estados Unidos (Billboard Mainstream Top 40)      | 25             |
| Estados Unidos (Billboard Rhythmic)               | 36             |

### Certificações
| País                  | Certificação | Vendas  |
| --------------------- | ------------ | ------- |
| Estados Unidos (RIAA) | Ouro         | 500.000 |

## Histórico de lançamento
| País           | Data                | Formato                      | Gravadora                    | Ref.         |
| -------------- | ------------------- | ---------------------------- | ---------------------------- | ------------ |
| Mundo          | 18 de março de 2016 | Download digital             | Def Jam Virgin EMI Universal | [ 7 ] [ 14 ] |
| Estados Unidos | 22 de março de 2016 | Rádios rhythmic contemporary | Def Jam                      | [ 75 ]       |
| Estados Unidos | 5 de abril de 2016  | Rádios mainstream            | Def Jam                      | [ 76 ]       |
| Itália         | 13 de maio de 2016  | Rádios mainstream            | Universal                    | [ 77 ]       |